# Готтан (музыкальный инструмент)

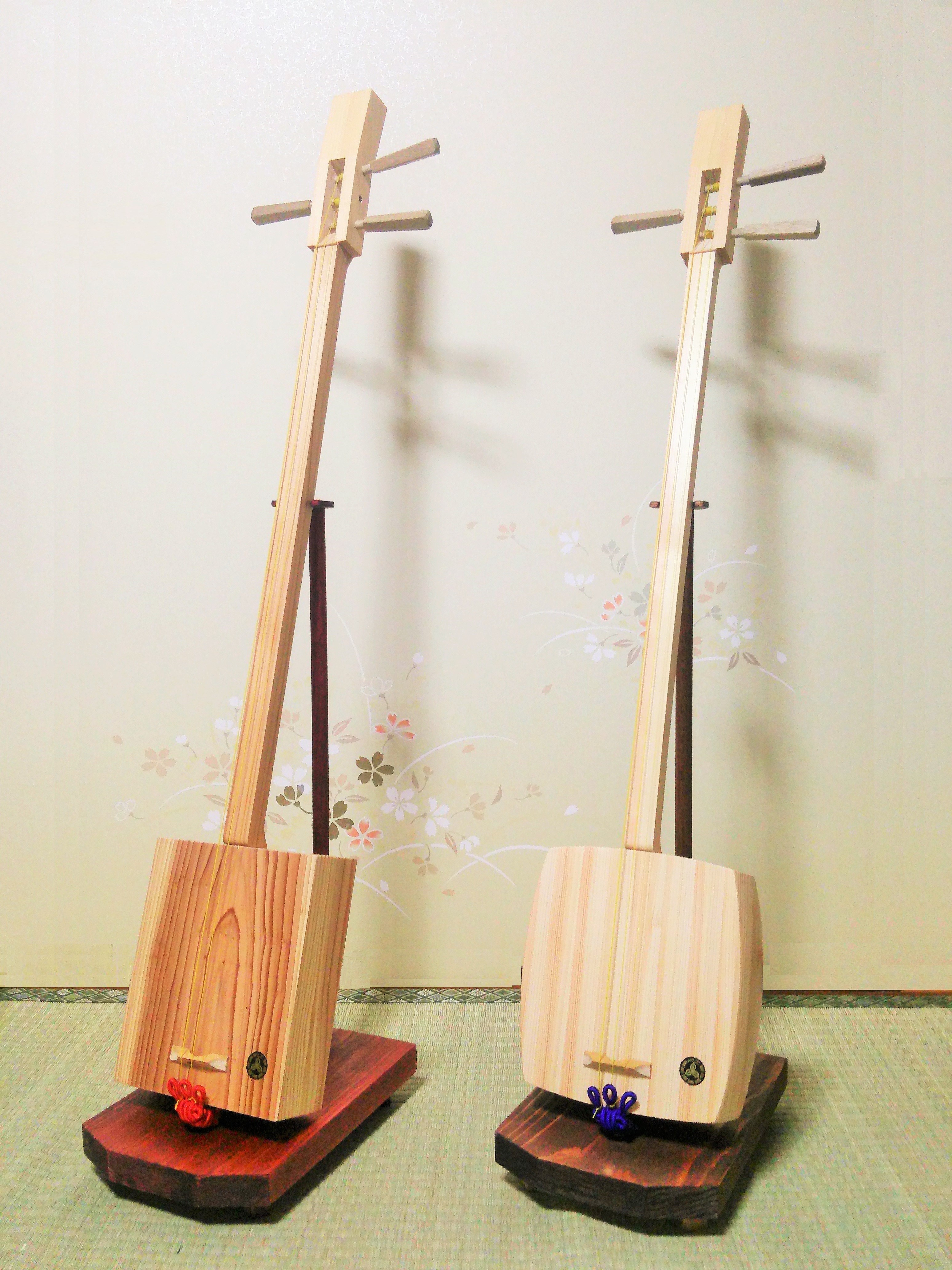
Готтан

Готтан (яп. ゴッタン) — традиционный народный музыкальный инструмент, распространённый по всей территории японского острова Кюсю, особенно в префектурах Кагосима и Миядзаки. Это трёхструнный щипковый инструмент, корпус которого изготавливается из досок, главным образом из древесины суги (японский кедр).

## Общее описание
Готтан используется в качестве аккомпанирующего инструмента для исполнения народных песен с XVI века, и на протяжении столетий он сохранялся как важный элемент народных развлечений. Будучи инструментом, доступным простому народу, он получил широкое распространение в различных районах Кюсю. Однако его использовали не только простолюдины — он также применялся буддийскими монахами и в кагура (синтоистских ритуальных представлениях), что делает его неотъемлемой частью повседневной жизни средневекового Кюсю. Готтан считается одним из характерных музыкальных инструментов региона.
По конструкции и звучанию готтан напоминает два других традиционных японских щипковых инструмента — сансин и сямисэн. В сравнении с ними готтан производит более скромный, но мощный и выразительный звук, отражающий суровую и сильную природу острова Кюсю.

## История
Благодаря культурным обменам с Королевством Рюкю (Окинава), готтан развивался под влиянием музыки Окинавы. Благодаря схожести с сансином, в народных песнях часто использовались элементы рюкюской пентатоники, что подчёркивает музыкальную связь между двумя регионами.
В последние годы количество исполнителей и мастеров-изготовителей сократилось. Тем не менее, в таких префектурах, как Кагосима, Миядзаки и Фукуока, продолжают существовать школы и кружки, посвящённые обучению игре на готтане. Благодаря этим усилиям инструмент продолжает передаваться молодому поколению и исполняется людьми всех возрастов.